# Aemilia Lepida II
Aemilia Lepida II was de dochter van censor Marcus Aemilius Paullus en zus van Marcus Aemilius Lepidus (consul in 6). Ze huwde de rijke en kinderloze Publius Sulpicius Quirinius. In haar jonger jaren, was ze verloofd met Augustus’ erfgenaam Lucius Julius Caesar. Ze heeft een zoon gebaard van de senator en redenaar Mamercus Aemilius Scaurus, wiens eerste echtgenote ze was.
In 20, werd ze beschuldigd van overspel, gifmengerij, het raadplegen van astrologen, valselijk beweren een zoon van haar ex-man te dragen en pogen hem te vergiftigen. Tijdens dit proces werd ze verdedigd door haar broer. Tijdens haar proces werden er spelen gehouden. Andere voorname dames vergezelden haar tot in het theater en verkondigden haar onschuld aan Tiberius. Ze werd schuldig bevonden en verbannen.

## Antieke bronnen
- Suetonius, Vita Tiberii 49.1.
- Tacitus, Annales III 22-23.

## Beknopte bibliografie
- J.P.V.D. Balsdon, Roman Women. Their History and Habits, Londen - Sydney, 1974 (= 1962), p. 220.
- M. Lightman - B. Lightman, art. Aemilia Lepida (2), in M. Lightman - B. Lightman (edd.), Biographical Dictionary of Ancient Greek and Roman Women: Notable Women from Sappho to Helena, New York, 2000, p. 4.
- A.J. Marshall, Women on Trial before the Roman Senate, in Echos du monde classique 34 (1990), p. 343.
- R. Syme, The Augustan Aristocracy, Oxford, 1986, pp. 112, 115.
- Tacitus, Annales: I-VI, trad. comm. M.A. Wes, ‘s-Hertogenbosch, 1999, p. 383.